# Tesot
Tesot è una piccola valle del Gilgit-Baltistan in cui il villaggio di Bilchar è la località principale, situato nelle vicinanze della vetta di Bilchar Dubani (alta 6143m) nel distretto di Gilgit, a nord-est della città di Gilgit.